# Friedrich Christoph Schlosser

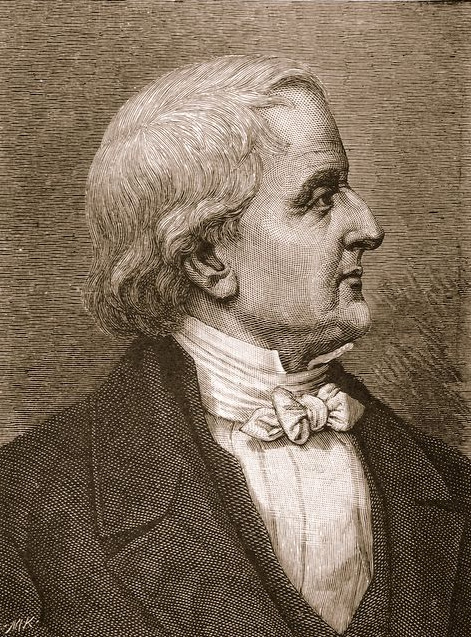
Friedrich Christoph Schlosser.

Friedrich Christoph Schlosser, född 17 november 1776 i Jever, död 23 september 1861 i Heidelberg, var en tysk historiker. 
Schlosser blev 1794 student vid Göttingens universitet, där han företrädesvis studerade teologi och filosofi, och verkade många år som informator och gymnasielärare, huvudsakligen i Frankfurt am Main. Han debuterade som författare med en liten skrift om Abälard und Dulcin (1807), varpå följde Leben des Theodor de Beza und des Peter Martyr Vermilli (1809) och Geschichte der bildersturmenden Kaiser (1812). Vid ett nyinrättat lyceum (ungefär motsvarande en filosofisk fakultet) i Frankfurt blev han, som 1810 promoverats till filosofie doktor, 1812 professor. När storhertigdömet Frankfurt föll (1814), indrogs också lyceet. Schlosser soulagerades då med stadsbibliotekariebefattningen. Från 1819 var han professor i Heidelberg. 
Schlosser stod i stort sett utanför den starka utveckling, som den historiska vetenskapen i Tyskland på hans tid genomgick. Han verkade mer som författare än som forskare, och huvudparten av hans omfattande författarskap faller på världshistoriens område. Redan i Frankfurt började han utge Weltgeschichte in zusammenhängender Erzählung (nio band, 1815–1841). Den följdes av Universalhislorische Übersicht der Geschichte der alten Welt und ihrer Cultur (sex band, 1826–1834), som når fram till östgotiska rikets fall. 
Schlossers mest betydande verk är Geschichte des 18. Jahrhunderts (två band, 1823; svensk översättning 1827); särskilt i dess andra upplaga Geschichte des 18. Jahrhunderts und des 19. bis zum Sturz des französischen Kaiserreichs (1834–1848; femte upplagan 1864–1866) framträder klart de egenskaper, som utmärkte hela hans författarskap: en med avsikt försummad stil, stor beläsenhet, nära koppling till litteraturhistoria och politisk historia, kosmopolitisk åskådning med rötter i upplysningstidens tankevärld, stark subjektivism och moraliserande tendens, som särskilt skarpt fördömde absolutismen och de samhällsklasser, i vilka han såg dess redskap. 
Dessa egenskaper gav Schlosser en stor läsekrets och stort inflytande på sin samtids historiska och politiska uppfattning. Stor spridning vann särskilt den populära bearbetning av hans äldre arbeten, som utgavs av hans lärjunge Georg Ludwig Kriegk och till vilken Schlosser själv bidrog med en framställning av 1400–1600-talen, som han ej tidigare behandlat (Weltgeschichte für das deutsche Volk, 19 band, 1844–1857; svensk översättning av Olof Simon Rydberg, 1857–1863, femte upplagan, bearbetad och fortsatt av Oskar Jäger och Franz Wolff, 20 band, 1901–1904). Bland Schlossers övriga arbeten märks Zur Beurteilung Napoleons und seiner neuesten Tadler und Lobredner (1832–1833) och Dante (1855). 